# Umpeau
Umpeau är en kommun i departementet Eure-et-Loir i regionen Centre-Val de Loire strax norr om centrala Frankrike. Kommunen ligger i kantonen Auneau som tillhör arrondissementet Chartres. År 2022 hade Umpeau 403 invånare.

## Befolkningsutveckling
Antalet invånare i kommunen Umpeau
Referens:INSEE